# Akher Tsagh
Der Akher Tsagh (auch Akher Chioh, alternative Schreibweisen: Akher Chagh, Akher Chaq) ist ein 7017 Meter hoher Berg im Hindukusch und liegt in Chitral, dem nördlichsten Distrikt der Provinz Khyber Pakhtunkhwa im Nordwesten Pakistans, nur wenige Kilometer südlich der Grenze zum afghanischen Wakhan-Korridor.

## Lage
Der Akher Tsagh ist der höchste Berg einer Berggruppe, die vom Hindukusch-Hauptkamm (über den die afghanisch-pakistanische Grenze verläuft) nach Ostsüdosten abzweigt. Der etwas mehr als zwei Kilometer entfernte Kohe Tez (auch Koh-i-Tez, 6995 m) gehört zum Hauptkamm, nach Osten folgen Akher Tsagh, Kotgaz Zom (etwa 6680 m), Noghor Zom (etwa 5930 m) und Chikar Zom (etwa 5285 m). An den Südgrat des Kotgaz Zom schließt sich der Fünftausender Kuchar an. Der Kotgazgletscher hat sein Nährgebiet am Hindukusch-Hauptkamm auf der Nordseite des Akher Tsagh, er fließt im Norden der Berggruppe entlang nach Osten. Von der Südseite des Akher Tsagh fließt der Shogordok-Gletscher (an der Westseite des Kuchar entlang) nach Süden zum Hoski-o-Shayoz-Gletscher, der vom Hindukusch-Hauptkamm nach Osten strömt. Der Chikargletscher fließt von der Südostseite des Kotgaz Zom (zwischen Noghor Zom und Chikar Zom im Norden und Kuchar im Süden) nach Südosten. Die Abflüsse dieser Gletscher münden schließlich in den Chitral.

## Besteigungsgeschichte
Die erste Besteigung des Berges gelang den Österreichern Hanns Schell und Rainer Göschl am 10. August 1966. Von ihrem Basislager auf dem Kotgazgletscher auf der Nordseite der Berggruppe hatten die beiden bereits am 3. August den Kotgaz Zom, den östlichen Nachbarn des Akher Tsagh, bestiegen und überschritten. Sie gelangten auf der Gipfelpyramide des Akher Tsagh bis auf etwa 300 Meter unterhalb des Gipfels, stiegen aber um ein nächtliches Biwak zu vermeiden zum Basislager ab. Von dort aus erstiegen Schell und seine Frau Lieselotte am 6. August den Chikar Zom, ehe Schell und Göschl vom 7. August an ihr Zwischenlager am Kotgaz Zom vorschoben und am 10. August den Gipfel des Akher Tsagh erreichten.